# كرايغ برايس
كرايغ برايس (بالإنجليزية: Craig Price) هو قاتل متسلسل أمريكي، ولد في 11 أكتوبر 1974 في وارويك في الولايات المتحدة.